# 下镇镇
下镇镇，是中华人民共和国江西省上饶市玉山县下辖的一个乡镇级行政单位。

## 行政区划
下镇镇下辖以下地区：
赛头社区、生姜村、双元村、嘉湖村、毛宅村、玉马村、白桥村、詹畈村、渎口村、塘顶村、西山村、下仓村和官宅村。